# 6796 Sundsvall
6796 Sundsvall este un asteroid din centura principală de asteroizi.

## Descriere
6796 Sundsvall este un asteroid din centura principală de asteroizi. A fost descoperit pe 21 martie 1993 la Observatorul La Silla în cadrul programului UESAC. Asteroidul prezintă o orbită caracterizată de o semiaxă mare de 2,74 ua, o excentricitate de 0,06 și o înclinație de 5,0° în raport cu ecliptica.